# Catherine Cortez Masto

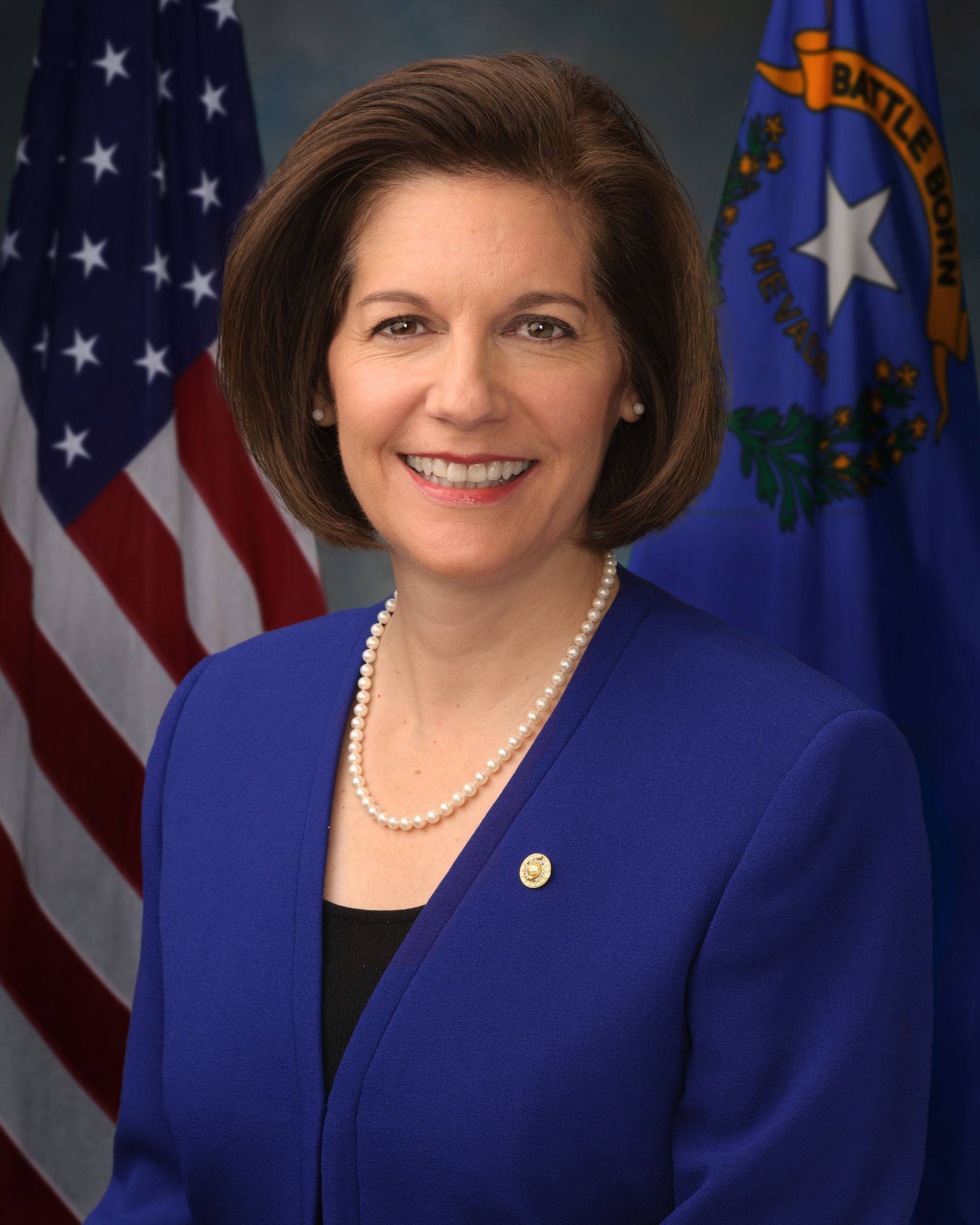
Catherine Cortez Masto (2017)

Catherine Marie Cortez Masto (* 29. März 1964 in Las Vegas) ist eine amerikanische Politikerin der Demokratischen Partei. Die Juristin war von 2007 bis 2015 Attorney General Nevadas und vertritt seit Januar 2017 ihren Bundesstaat im US-Senat.

## Familie, Ausbildung und Beruf
Catherine Cortez Masto ist eine der beiden Töchter von Joanna und Manny Cortez. Ihre Mutter stammte von italienischen Einwanderern ab, ihr Vater war der Sohn eines mexikanischen Einwanderers aus Chihuahua. Er war langjähriger County Commissioner des Clark County, förderte den Tourismus im südlichen Nevada – unter anderem mit dem von ihm geprägten Slogan „What happens here, stays here“ – und war ein politischer Verbündeter Harry Reids.
Sie studierte an der University of Nevada, Reno und erhielt dort 1986 den Bachelor of Science in Unternehmensführung und einen Masterabschluss in Finanzwesen. Anschließend studierte sie an der Gonzaga University School of Law in Spokane (Washington) und erwarb dort 1990 den Juris Doctor.
Cortez Masto begann für den damaligen Gouverneur Bob Miller zu arbeiten und war von 1995 bis 1999 dessen Stabschefin. Von 1999 bis 2001 arbeitete sie als Staatsanwältin für die Behörde des United States Attorney in Washington, D.C. und war ab 2002 Assistentin des County Managers in Clark County.
Sie lebt mit ihrem Ehemann Paul Masto, einem früheren Geheimdienstmitarbeiter, in Las Vegas. Sie hatten sich Anfang der 1990er Jahre kennengelernt, als Cortez Masto im Stab Millers arbeitete und sie gemeinsam einen Besuch Präsident Bill Clintons in Nevada vorbereiteten.

## Politische Laufbahn

### Attorney General Nevadas

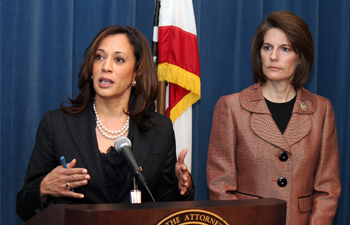
Cortez Masto (rechts) mit Kamala Harris 2011 als Attorneys General Nevadas und Kaliforniens bei der Ankündigung, gegen Immobilienkreditbetrüger vorzugehen

Cortez Masto wurde 2006 und 2010 jeweils mit über 15 Prozent Vorsprung ins Amt des Attorney General gewählt und löste Anfang 2007 in diesem Amt George Chanos ab. Sie setzte sich nach eigenen Angaben für kleine Leute und Familien, vor allem im Zuge von Insolvenzen in der Subprimekrise, ein, wofür sie 2012 von der National Notary Association ausgezeichnet wurde. Cortez Masto forcierte den „Kampf“ gegen den Drogenhandel (Methamphetamine), gegen die sexuelle Ausbeutung von Frauen im Menschenhandel und gegen Kindesmissbrauch. Zudem richtete sie in ihrer Behörde eine Stelle für die Belange von Senioren ein. Als sie 2009 Ermittlungen gegen den damaligen Vizegouverneur Brian Krolicki einleiten ließ, die eingestellt werden mussten, wurde ihr vorgeworfen, das Amt politisiert zu haben. Als weitreichender Kreditbetrug im ganzen Land verfolgt wurde, erreichte sie für Nevada Rückzahlungen in Höhe von 1,9 Milliarden Dollar.
Cortez Masto konnte 2014 wegen Amtszeitbegrenzung nicht wieder antreten und schied im Januar 2015 aus dem Amt aus. Sie arbeitete seitdem als stellvertretende Leiterin der Behörde für höhere Bildung in Nevada.

### Senatorin für Nevada

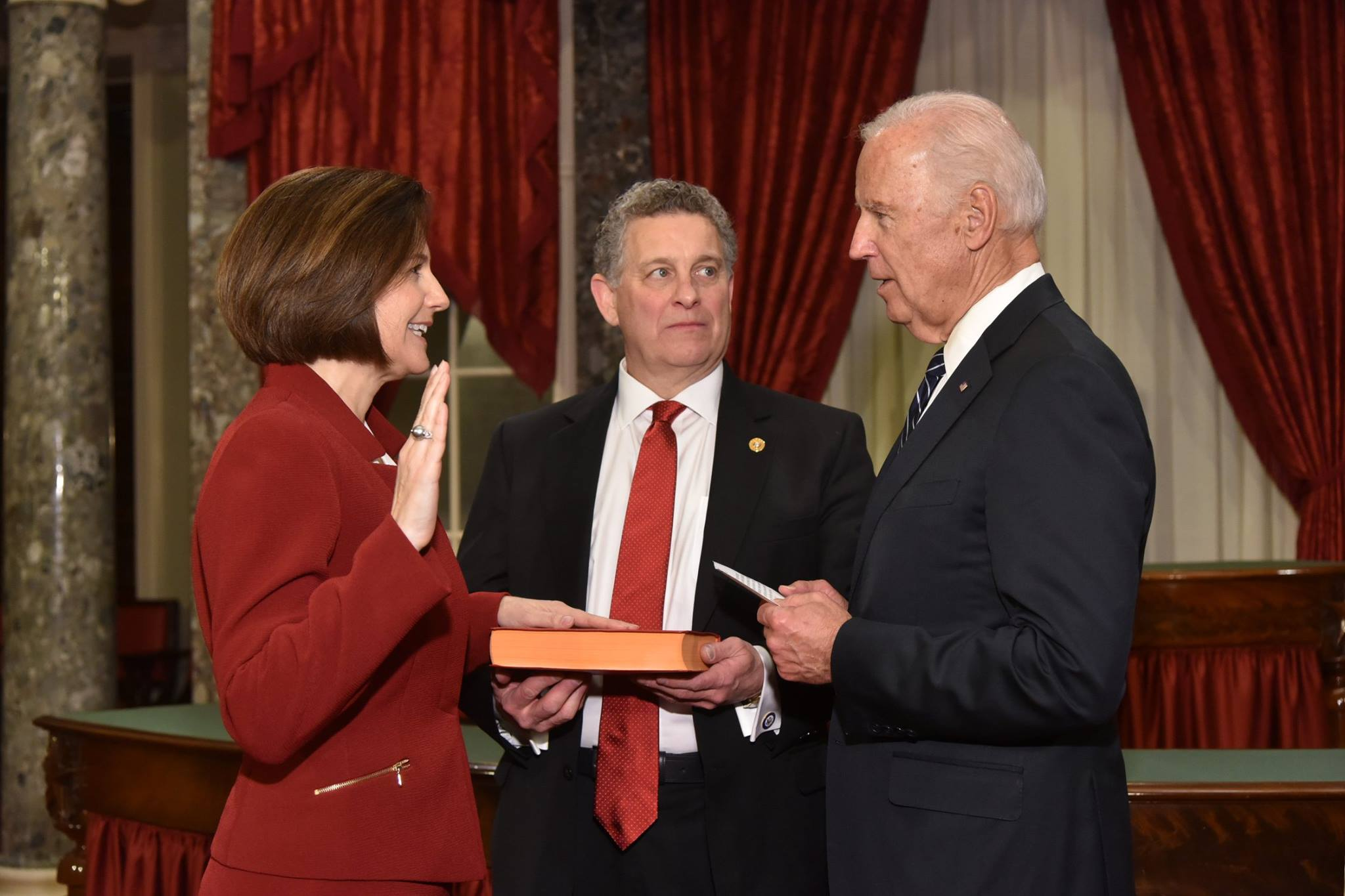
Cortez Masto (links) bei ihrer Vereidigung am 3. Januar 2017 mit ihrem Ehemann und Vizepräsident Joe Biden (rechts)

Harry Reid, der bisherige Senator Nevadas und demokratische Parteiführer im Senat, brachte sie als seine Nachfolgerin ins Gespräch, als er im März 2015 ankündigte, nicht für eine Wiederwahl 2016 anzutreten. Er sicherte ihr seine Unterstützung im Wahlkampf zu. Schon bevor ihre mögliche Konkurrentin in der demokratischen Vorwahl, die Kongressabgeordnete Dina Titus, auf eine Kandidatur verzichtete, wurde Cortez Masto öffentlich vom Democratic Senatorial Campaign Committee (DSCC) und dem den Demokraten nahestehenden Political Action Committee EMILY’s List, unterstützt. Am 8. April 2015 erklärte sie ihre Kandidatur. Sie erhielt Unterstützung von einer Reihe hochrangiger Politiker des Bundesstaates, darunter dem früheren US-Senator Richard Bryan, der einer der „Co-Chairs“ ihrer Wahlkampagne wurde. Die Demographie Nevadas mit einem Drittel hispanischem Bevölkerungsanteil begünstigte ihre Wahlchancen.
Nach ihrer ungefährdeten Nominierung in der Vorwahl der Demokraten traf sie bei der Senatswahl im November 2016 auf Joe Heck, der bisher als Republikaner für Nevada im US-Repräsentantenhaus gesessen hatte. Im Wahlkampf betonte sie die Bedeutung der Nominierung von Supreme-Court-Richtern und forderte eine umfassende Einwanderungsreform. Der Wahlkampf kostete über 100 Millionen Dollar und war von intransparenten Spenden außerhalb des Staates und gegenseitigen Vorwürfen geprägt. In den Umfragen lag sie lange zurück, bis provokante Bemerkungen des republikanischen Präsidentschaftskandidaten Donald Trump ihre Wählerschaft konsolidierten. Sie setzte sich gegen Heck bei für die Demokraten schwierigen Bedingungen mit 47,1 zu 44,7 Prozent durch und trat ihr Mandat am 3. Januar 2017 an.
Cortez Masto ist die erste weibliche Hispanic im US-Senat und die erste Frau, die Nevada dort vertritt. Im Senat gehört sie sechs Ausschüssen an – für Bankwesen, Bau und Stadtentwicklung, für Energie und Bodenschätze, für Handel, Forschung und Verkehr, für Regeln und Verwaltung sowie für Indianerangelegenheiten und Alter. Im November 2018 wurde sie zur Vorsitzenden des Democratic Senatorial Campaign Committee bestimmt, das für die Organisation der Senatswahl 2020 zuständig ist. Sie ist die erste Latina auf diesem Posten und folgt Chris Van Hollen nach. Van Hollen hatte sie für diese Position vorgeschlagen, nachdem Cortez Masto 2018 viele Wahlkämpfer unterstützt und das Women’s Senate Network angeführt hatte, das weibliche Kandidaten und Wähler ansprechen sollte. Zudem ist sie als erfolgreiche Fundraiserin in Las Vegas bekannt. Die Aufgabe gilt als zeitintensiv, aber prestigeträchtig.
Bei den Senatswahlen 2022 verteidigte Cortez Masto ihren Sitz in einem Kopf-an-Kopf-Rennen gegen den republikanischen Kandidaten Adam Laxalt.

## Positionen
Cortez Masto setzt sich für eine dauerhafte gesetzlich geregelte Legalisierung des Status von solchen Einwanderern ein, die als Kinder in die Vereinigten Staaten gekommen sind (Deferred Action for Childhood Arrivals). Zudem fordert sie erschwingliche Gesundheitsversorgung für alle Amerikaner und ist deshalb offen für eine allgemeine öffentliche Krankenversicherung, die der Senator Bernie Sanders gefordert hat. Für sie ist die Entscheidung über einen Schwangerschaftsabbruch eine höchstpersönliche für die betroffene Frau, weshalb sie sich für deren Wahlfreiheit (Pro-Choice) einsetzt. Neben ihrem Einsatz für Frauen und Familien spricht sich Cortez Masto für eine Reform der Wahlkampffinanzierung ein, die durch das Urteil Citizens United v. Federal Election Commission erschwert worden ist.

## Belege
1. ↑  Barbara Burrell: Cortez Masto, Catherine. In: Dianne G. Bystrom, Barbara Burrell (Hrsg.): Women in the American Political System. An Encyclopedia of Women as Voters, Candidates and Office Holders. ABC-Clio, 2018, S. 101–103, hier S. 101; Gregory Lewis McNamee: Catherine Cortez Masto. In: Encyclopedia Britannica, 3. Januar 2017. Zum Vater siehe Former Las Vegas convention chief Cortez dies at 67. In: Las Vegas Sun, 19. Juni 2006; Valerie J. Nelson: Manny Cortez, 67; Lifted Las Vegas Tourism With Marketing Catchphrase. In: Los Angeles Times, 21. Juni 2006.
2. ↑  Alle Angaben zum Lebenslauf sind, soweit nicht anders angegeben, entnommen: Biography of Nevada Attorney General Catherine Cortez Masto. PDF. In: AG.nv.gov.
3. ↑  Barbara Burrell: Cortez Masto, Catherine. In: Dianne G. Bystrom, Barbara Burrell (Hrsg.): Women in the American Political System. An Encyclopedia of Women as Voters, Candidates and Office Holders. ABC-Clio, 2018, S. 101–103, hier S. 103.
4. ↑  A Lifetime Spent Fighting to Protect Nevada Families. (Memento des Originals vom 13. Juli 2015 im Internet Archive)  Info: Der Archivlink wurde automatisch eingesetzt und noch nicht geprüft. Bitte prüfe Original- und Archivlink gemäß Anleitung und entferne dann diesen Hinweis. Kurzvorstellung auf der Wahlkampf-Website.
5. ↑  National Notary Association Honors Nevada Attorney General Catherine Cortez Masto with March Fong Eu Achievement Award. In: Businesswire.com, 10. Mai 2012.
6. ↑  Barbara Burrell: Cortez Masto, Catherine. In: Dianne G. Bystrom, Barbara Burrell (Hrsg.): Women in the American Political System. An Encyclopedia of Women as Voters, Candidates and Office Holders. ABC-Clio, 2018, S. 101–103, hier S. 101 f.
7. ↑  Gregory Lewis McNamee: Catherine Cortez Masto. In: Encyclopedia Britannica, 3. Januar 2017.
8. ↑  Francis McCabe: Attorney General Catherine Cortez Masto Named to Higher Ed Post. In: Las Vegas Review-Journal, 25. November 2014.
9. 1 2  Andrea Drusch: Meet the Woman Harry Reid Wants to Replace Him in the Senate. In: National Journal, 27. März 2015.
10. ↑  Kyle Cheney: DSCC expected to back Catherine Cortez Masto in Nevada. In: Politico.com, 6. April 2015; Jose A. DelReal: Catherine Cortez Masto announces bid to succeed Harry Reid in the Senate, gets DSCC backing. In: The Washington Post, 8. April 2015.
11. ↑  Laura Myers: Notable Nevada politicians endorse Catherine Cortez Masto’s U.S. Senate bid. In: Las Vegas Review-Journal, 30. April 2015.
12. ↑  Gregory Lewis McNamee: Catherine Cortez Masto. In: Encyclopedia Britannica, 3. Januar 2017; Barbara Burrell: Cortez Masto, Catherine. In: Dianne G. Bystrom, Barbara Burrell (Hrsg.): Women in the American Political System. An Encyclopedia of Women as Voters, Candidates and Office Holders. ABC-Clio, 2018, S. 101–103, hier S. 102.
13. ↑  Tara John: Catherine Cortez Masto of Nevada Is U.S. Senate’s First Latina. In: Time, 8. November 2016; Gregory Lewis McNamee: Catherine Cortez Masto. In: Encyclopedia Britannica, 3. Januar 2017.
14. ↑  Barbara Burrell: Cortez Masto, Catherine. In: Dianne G. Bystrom, Barbara Burrell (Hrsg.): Women in the American Political System. An Encyclopedia of Women as Voters, Candidates and Office Holders. ABC-Clio, 2018, S. 101–103, hier S. 103.
15. ↑  Burgess Everett: Cortez Masto named DSCC chair. In: Politico, 15. November 2018; Felicia Sonmez: Sen. Catherine Cortez Masto becomes first Latina to chair Senate Democrats’ campaign arm. In: The Washington Post, 15. November 2018.
16. ↑  Alexander Bolton: Cortez Masto poised to become DSCC chair. In: The Hill, 14. November 2018.
17. ↑  Cortez Masto defeats Laxalt in Nevada, handing Democrats control of the Senate, Natasha Korecki, NBC News, 13. November 2022
18. ↑  Ray Hagar: Cortez Masto advocates Dream Act as solution to DACA demise. In: Las Vegas Sun, 7. September 2017; Andrea González-Ramírez: The First Latina Senator Believes We All Have A Role In The Fight For Dreamers. In: Refinery29, 17. September 2017.
19. ↑  Barbara Burrell: Cortez Masto, Catherine. In: Dianne G. Bystrom, Barbara Burrell (Hrsg.): Women in the American Political System. An Encyclopedia of Women as Voters, Candidates and Office Holders. ABC-Clio, 2018, S. 101–103, hier S. 102 f.

| Personendaten    | Personendaten                                     |
| ---------------- | ------------------------------------------------- |
| NAME             | Cortez Masto, Catherine                           |
| ALTERNATIVNAMEN  | Cortez Masto, Catherie Marie (vollständiger Name) |
| KURZBESCHREIBUNG | amerikanische Juristin und Politikerin            |
| GEBURTSDATUM     | 29. März 1964                                     |
| GEBURTSORT       | Las Vegas, Nevada                                 |